# Schloss Grub (Köflach)

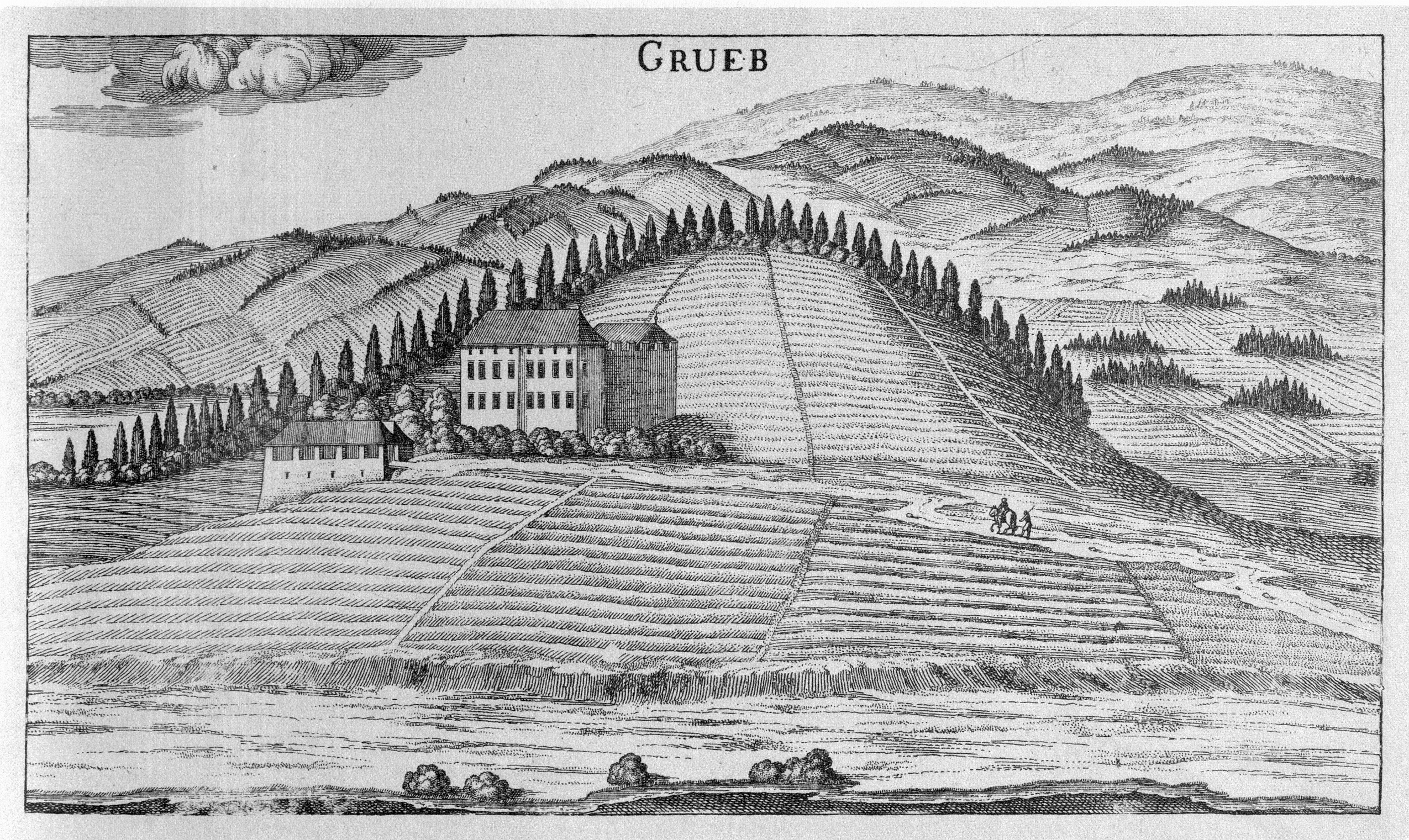
Das Schloss Grub nach Georg Matthäus Vischer 1681 in Topographia Ducatus Stiriae

Schloss Grub, auch Grueb oder Grubhof genannt, war ein Schloss in der heutigen Stadtgemeinde Köflach im Bezirk Voitsberg in der Steiermark. Seine Geschichte lässt sich bis in das 13. Jahrhundert zurückverfolgen. Während seines Bestehens war das Schloss im Besitz mehrerer Adelsfamilien, ehe es nach 1800 abgetragen wurde. An der Stelle des ehemaligen Schlosses befindet sich heute ein Wohnhaus, das so genannte Soldatenhaus, für die Mannschaft des Bundesgestütes Piber.

## Standort
Das Schloss befand sich laut Robert Baravalle südliche des Dorfes Piber, auf der niedrigen Anhöhe eines Höhenrückens der zwischen den Tälern des Gradnerbaches und des Gailbaches verläuft. Laut der Josephinischen Landesaufnahme aus dem Jahr 1787 und des GIS-Steiermark befand es am nordöstlichen Hang des Krugkogels, ungefähr am Standort des neuzeitlichen Hauses mit der Adresse Am Grubkogel Nr. 1. Dieses neuzeitliche Wohnhaus wird auch Soldatenhaus genannt und gehört mitsamt einem benachbarten Pferdestall zum Bundesgestüt Piber.

## Geschichte
Der Grund auf dem das spätere Schloss erbaut wurde, gehörte ursprünglich dem Stift St. Lambrecht. Wahrscheinlich im 13. Jahrhundert errichteten die Freisinger mit dem Stift als Lehnsherren hier einen Wehrbau als Verwaltungssitz, den sie im 14. Jahrhundert an eine Seitenlinie der Hollenegger versetzten. Im Jahr 1227 wird erstmals ein vineolam in Gruobe urkundlich erwähnt. So ist für das Jahr 1373 bekannt, dass Hans von Hollenegg auf diesem Anwesen saß. Die Freisinger kauften den Ansitz zu Beginn des 15. Jahrhunderts wieder zurück und verkauften in an Thomas Gossman von Weitra, den Pfarrer von Passau, welcher Grub dem Stift St. Lambrecht schenkte. Das Stift belehnte wiederum 1437 die Hollenegger mit dem Besitz.
Andree von Hollenegg gründete in der Mitte des 15. Jahrhunderts eine Stiftung zur Erhaltung eines Kaplans für die Kapelle des Anwesens. Zu jener Zeit dürften die Wehranlagen von Grub ausgebaut und ein Graben angelegt worden sein, da das Gut als Feste genannt wird. Reinprecht von Hollenegg verkaufte 1482 die Feste schließlich an Sigaun von Saurau, von dem sie 1492 an seinen Sohn Jörg ging. Nachdem Jörg von Saurau im Jahr 1508 verstorben war, kam es zu Erbstreitigkeiten, welche erst 1518 zugunsten von Wolf von Saurau entschieden wurden. Von Wolf kam Grub 1538 an Elena von Saurau, welche mit Siegmund von Herberstein verheiratet war. Zu jener Zeit umfasste der Grundbesitz neben dem eigentlichen Ansitz auch noch einen Meierhof, zwei kleine Teiche sowie einen Weingarten. Nach dem Tod von Elena ging Grub an Wolf von Saurau, welcher zum Anwesen von seinem Cousin Franz auch noch einen Geldbetrag als Entschädigung erhielt, da Grub im Vergleich zu von Franz geerbten Burg Ligist weniger wohnlich gewesen ist. Im Jahr 1593 wohnte neben Wolf auch noch dessen Cousin Georg von Saurau auf dem Schloss. Da beide Protestanten waren, wurde zu jener Zeit auch die Schlosskapelle profaniert.
Das Schloss brande zu einem unbekannten Zeitpunkt zwischen den Jahren 1587 und 1595 aufgrund eines Feuers aus. Lorenz und Christoph Weser kauften am 23. Oktober 1602 das ausgebrannte Gebäude mitsamt den geringen Grundbesitz, verkauften es aber im Jahr 1610 an das Stift St. Lambrecht. Da die genauen Grundbesitzverhältnisse aber unklar waren, konnte der Kauf erst 1618 oder 1619 abgeschlossen werden. Das Stift ließ das Schloss ab 1638 wieder aufbauen, die freistehende Schlosskapelle galt aber 1648 bereits als verfallen. In der zweiten Hälfte des 17. Jahrhunderts verlieh St. Lambrecht das Schloss als Lehen an Johann Brenner und im Anschluss an Ursula von Thannhausen. Gegen Ende des 17. Jahrhunderts ließ das Stift das Schloss vom Schloss Piber aus verwalten. Kolumban, der Pfarrer von Piber, ließ 1737 die Schlosskapelle renovieren. Im Jahr 1800 wurde das Anwesen als baufällig bezeichnet und bald danach wurden das Schloss und die Kapelle abgerissen.
Am Standort des alten Schlosses wurde später mit dem so genannten Soldatenhaus ein Wohnhaus für die Mannschaft des Bundesgestütes Piber errichtet.

## Beschreibung
Georg Matthäus Vischer stellte das Schloss in seinem im Jahr 1681 veröffentlichten Werk Topographia Ducatus Stiriae als zweiteiligen und zweigeschoßigen Bau mit Walmdach und Zinnenmauer dar. Vorgelagert vor dem Schloss befand sich der Meierhof mit den Stallungen. Die ursprünglichen Befestigungsanlagen waren damals nicht mehr vorhanden. Die dem heiligen Bartholomäus geweihte, freistehende Schlosskapelle befand sich vermutlich an der Stelle des abgebrochenen Torbaues. Bis die zweite Hälfte des 17. Jahrhunderts fanden am Osterdienstag Wallfahrten aus Piber und Köflach zu dieser Kapelle statt.
Im Talboden sind noch Reste eines Dammes erkennbar, der zu einem der Fischteiche des Schlosses gehörte.